# استان موروبه
استان موروبه که سابق بر این آدولفهافن(به آلمانی: Adolfhafen) نامیده می شد یکی از استان های کشور پاپوآ گینه نو می باشد که در ساحل شمالی کشور واقع است. مرکز و بزرگترین شهر استان لائه است.

## تقسیمات
این استان از ۹ منطقه تشکیل شده‌است و این منطقه‌ها در مجموع دارای ۳۳ فرمانداری محلی هستند. لازم به ذکر است که هر فرمانداری محلی، در زمان آمار گیری به چند بخش تقسیم می‌شود.
| نام منطقه         | مرکز منطقه | نام فرمانداری محلی                   |
| ----------------- | ---------- | ------------------------------------ |
| منطقه بولولو      | بولولو     | فرمانداری محلی روستایی مومنگ         |
| منطقه بولولو      | بولولو     | فرمانداری محلی روستایی واریا         |
| منطقه بولولو      | بولولو     | فرمانداری محلی روستایی واتوت         |
| منطقه بولولو      | بولولو     | فرمانداری محلی شهری وائو-بولولو      |
| منطقه بولولو      | بولولو     | فرمانداری محلی روستایی وائو          |
| منطقه بولولو      | بولولو     | فرمانداری محلی روستایی بوآنگ         |
| منطقه فینشهافن    | گاگیدو     | فرمانداری محلی روستایی هوبه          |
| منطقه فینشهافن    | گاگیدو     | فرمانداری محلی روستایی کته           |
| منطقه فینشهافن    | گاگیدو     | فرمانداری محلی شهری فینشهافن         |
| منطقه فینشهافن    | گاگیدو     | فرمانداری محلی روستایی یابین-ماپه    |
| منطقه فینشهافن    | گاگیدو     | فرمانداری محلی روستایی بوروم-کوآت    |
| منطقه هوئون       | سالامائوآ  | فرمانداری محلی روستایی موروبه        |
| منطقه هوئون       | سالامائوآ  | فرمانداری محلی روستایی سالامائوآ     |
| منطقه هوئون       | سالامائوآ  | فرمانداری محلی روستایی وامپار        |
| منطقه کابووم      | کابووم     | فرمانداری محلی روستایی دیاموس        |
| منطقه کابووم      | کابووم     | فرمانداری محلی روستایی کومبا(سکو)    |
| منطقه کابووم      | کابووم     | فرمانداری محلی روستایی یوس           |
| منطقه کابووم      | کابووم     | فرمانداری محلی روستایی سلپت          |
| منطقه لائه        | لائه       | فرمانداری محلی روستایی آهی           |
| منطقه لائه        | لائه       | فرمانداری محلی شهری لائه             |
| منطقه مارکهام     | کائیاپیت   | فرمانداری محلی روستایی اونگا-وافا    |
| منطقه مارکهام     | کائیاپیت   | فرمانداری محلی روستایی اومی-آتزرو    |
| منطقه مارکهام     | کائیاپیت   | فرمانداری محلی روستایی وانتوآت-لرون  |
| منطقه منیامیا     | منیامیا    | فرمانداری محلی روستایی کاپائو        |
| منطقه منیامیا     | منیامیا    | فرمانداری محلی روستایی نانیما کاریبا |
| منطقه منیامیا     | منیامیا    | فرمانداری محلی روستایی کومه          |
| منطقه منیامیا     | منیامیا    | فرمانداری محلی روستایی واپی          |
| منطقه ناوائه      | بوآنا      | فرمانداری محلی روستایی لابوتا        |
| منطقه ناوائه      | بوآنا      | فرمانداری محلی روستایی ناباک         |
| منطقه ناوائه      | بوآنا      | فرمانداری محلی روستایی وائین-اراپ    |
| منطقه توائه-سیاسی | واسو       | فرمانداری محلی روستایی سیالوم        |
| منطقه توائه-سیاسی | واسو       | فرمانداری محلی روستایی سیاسی         |
| منطقه توائه-سیاسی | واسو       | فرمانداری محلی روستایی واسو          |